# Clinton Theron
Pas d'image ? Cliquez ici

a Compétitions nationales et continentales officielles uniquement.

Dernière mise à jour le 05/08/2021.
Clinton Theron, né le 3 novembre 1995 à Roodepoort (Afrique du Sud), est un joueur sud-africain de rugby à XV qui évolue au poste de pilier.

## Biographie
Clinton Theron naît dans le quartier de Florida, à Roodepoort. Il est scolarisé à la Hoerskool Florida. À 16 ans, il est repéré par sa province, et commence à jouer pour les Golden Lions dans les sections jeunes. Il signe un contrat professionnel avec sa province à l'âge de 20 ans, et débute en Vodacom Cup. Il intègre l'effectif des Lions, en Super Rugby, à l'occasion d'un match en 2016.
En 2017, il quitte le giron des Lions pour rejoindre les Boland Cavaliers. Dès sa première année, il est nommé meilleur joueur de sa province. Il restera trois saisons dans le Boland, jouant aussi bien en Rugby Challenge (25 matchs), qu'en Currie Cup (16 matchs).
Après ces trois saisons, il part en Russie et signe au VVA Podmoskovye. Au terme de la saison, il décide de suspendre sa carrière de joueur professionnel. Il rentre en Afrique du Sud afin de créer sa propre société de sécurité. Il n'exclue pas néanmoins un possible retour dans le monde du rugby professionnel dans un second temps.